# Juan Padrón

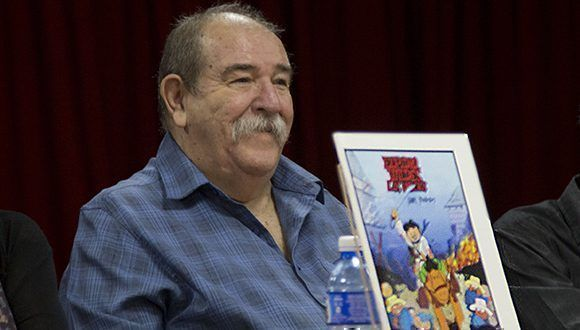
Juan Padrón

Juan Padrón Blanco (* 29. Januar 1947 in Jovellanos, Matanzas; † 24. März 2020 ebenda) war Kubas erster und bekanntester Animationsfilmregisseur.
Er war der Schöpfer von Elpidio Valdés, dem Charakter zahlreicher Kurzfilme und zweier Kinofilme. Internationale Bekanntheit erlangte er mit dem Animationsfilm ¡Vampiros en La Habana!, der sich vor allem an Erwachsene richtet und aufgrund der außergewöhnlichen Handlung einen gewissen Kult um den Film nachzog. Padrón führte Regie bei sechs Langfilmen und unzähligen Kurzfilmen. Seine Filminutos sind einminütige Comedy-Sketche für Erwachsene.

## Filmografie
- Más vampiros en La Habana (2003)
- Conociendo a Martí: Memorias del Hanábana (2002)
- Contra el águila y el león (1999)
- Mafalda (1994)
- Elpidio Valdés y Palmiche contra los lanceros (1989)
- Elpidio Valdés ataca a Jutía Dulce (1988)
- ¡Vampiros en La Habana! (1985) – (Krieg der Vampire)
- Elpidio Valdés contra dólar y cañón (1983)
- ¡Viva papi! (1982)
- Elpidio Valdés (1979) – (Der Rebell mit der Machete)
- Valientes, Los (1979)
- Elpidio Valdés encuentra a Palmiche (1977)
- Clarín mambí (1976)
- Elpidio Valdés contra la policía de Nueva York (1976)
- Manos, Las (1976)
- Enanito sucio, El (1975)
- Aventura de Elpidio Valdés, Una (1974)
- Filminuto – Serie: ab 1980 (1+2), bis 15 (1988)
- Quinoscopio – Serie: 1 (1986), 2 (1986), 3 (1987), 4 (1987), 5 (1988), 6 (1987)